# Гомеч
Гомеч (тур. Gömeç) је град и седиште истоименог округа у вилајету Баликесир, Турска. Према попису из 2020. године било је 7.488 становника.
У Гомечу живе Бошњаци, чији су се преци доселили током Првог балканског рата из Пљевље, Колашина, Сјенице и Тутина. Према проценама чине 35 % становништва Гомеча. Поред Бошњака, у граду живе потомци досељеника из Бугарске, Грчке, као и мањи број Черкеза и староседелаца.